# Ventana de Ames

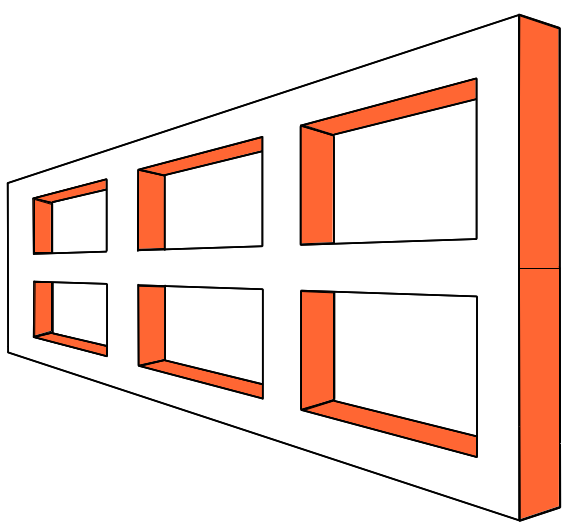
Ventana de Ames

La ventana de Ames es una ilusión óptica creada en 1951 por Adelbert Ames Jr.

## Historia
Esta ilusión óptica es del mismo creador que la de la habitación de Ames, Adelbert Ames, que la creó en 1951. Se creó a partir del concepto filosófico del transaccionalismo.
Esta ventana llevó en la década de 1960 a algunos psicólogos a desarrollar la hipótesis de "ambigüedad transaccional", la cual asegura que la expectativa mental de una persona podría afectar a la percepción del estímulo ambiguo. En términos más relajados, la ilusión funciona solo porque sabemos qué es una ventana y cómo está hecha. Es decir, es la idea de una expectativa mental en el espectador lo que puede afectar a la percepción real de estímulos ambiguos, de tal modo que la ilusión solo funciona cuando se sabe lo que es una ventana.

## Funcionamiento
No es una ilusión de perspectiva sino de expectativa. Consiste en una pieza de cartón en forma de trapecio que ha sido pintada por ambos costados haciendo que parezca una ventana al mirarla desde cierto ángulo. La ilusión empieza cuando se cuelga la ventana de un cable y se hace girar. Entonces, la ventana empieza a dar vueltas completas, pero parece que solo esté haciendo giros de 180 grados, primero hacia un lado, después hacia el otro. A pesar de saber que es un trapecio y no un rectángulo la ilusión es tan potente que no se rompe. Aunque se enganchen objetos como punto de referencia el cerebro sigue percibiendo que la ventana se para y cambia su dirección.
La ventana está hecha de forma que cuando se observa frontalmente parece una ventana rectangular pero en realidad es un trapecio. La ilusión consiste en un efecto visual que hace que parezca que la ventana se esté balanceando de un lado hacia el otro, cuando en realidad gira provocando un cambio en la percepción del tamaño.
Aun así, a pesar de saber que la ventana está girando y no haciendo un balanceo y además saber que es un trapecio y no un rectángulo, al cerebro le es imposible romper la ilusión óptica y se continúa observando un balanceo de solo 180 grados.   